# 2019-es öttusa-világbajnokság
A 2019-es öttusa-világbajnokságot, amely az 59. volt, Budapesten rendezték 2019. szeptember 2. és 9. között. Az öt versenyszám a hagyományos vívás, úszás, lovaglás és a lövészettel kombinált futás. A versenyek helyszíne a Kincsem Park volt.
A világbajnokság rendezésének jogát Magyarország a Nemzetközi Öttusa Szövetség (UIPM) 2016 novemberi, frankfurti közgyűlésén kapta meg. A versenyt eredetileg júliusban rendezték volna, de más olimpiai kvalifikációs öttusa rendezvények és a többi magyarországi sportesemény miatt szeptemberben került rá sor. A rendezők a versenyt a Margit-szigeten bonyolították volna le, de a főváros vezetésével folytatott egyeztetésen ebben nem sikerült megállapodni, így a Kincsem Park lett a helyszín.
A világbajnokságon a sportolók 3-3 kvótát szerezhettek a 2020-as tokiói olimpiára. Amennyiben a vb-n az egyéni verseny dobogósai közül valaki már rendelkezett kvótával, akkor világbajnokságon az olimpiai indulás lehetőségét nem kapta meg a következő versenyző. Ezt a kvótát a 2020-as világranglistáról bekerülő versenyzők között osztják ki.
A nemzetközi szövetség az év legjobban rendezett öttusa eseményének választotta.

## Érmesek

### Férfiak
| Versenyszám | Arany                                                                                            | Arany | Ezüst                                                                   | Ezüst | Bronz                                                     | Bronz |
| ----------- | ------------------------------------------------------------------------------------------------ | ----- | ----------------------------------------------------------------------- | ----- | --------------------------------------------------------- | ----- |
| Egyéni      | Valentin Belaud · Franciaország                                                                  | 1468  | Joe Choong · Nagy-Britannia                                             | 1453  | Cson Ungthe (Jeon Ung-tae) · Dél-Korea                    | 1452  |
| Csapat      | Dél-Korea · Cson Ungthe (Jeon Ung-tae) · Csong Dzsinhva (Jeong Jin-hwa) · I Dzsihun (Lee Ji-hun) | 4309  | Magyarország · Demeter Bence · Kasza Róbert · Marosi Ádám               | 4272  | Nagy-Britannia · Joe Choong · James Cooke · Thomas Toolis | 4258  |
| Váltó       | Németország · Patrick Dogue · Alexander Nobis                                                    | 1506  | Dél-Korea · Cson Ungthe (Jeon Ung-tae) · Csong Dzsinhva (Jeong Jin-hwa) | 1482  | Oroszország · Danyil Kalimullin · Alekszandr Leszun       | 1475  |

### Nők
| Versenyszám | Arany                                                                            | Arany | Ezüst                                                          | Ezüst | Bronz                                                            | Bronz |
| ----------- | -------------------------------------------------------------------------------- | ----- | -------------------------------------------------------------- | ----- | ---------------------------------------------------------------- | ----- |
| Egyéni      | Volha Szilkina · Fehéroroszország                                                | 1368  | Elena Micheli · Olaszország                                    | 1357  | Kate French · Nagy-Britannia                                     | 1357  |
| Csapat      | Fehéroroszország · Volha Szilkina · Anasztaszija Prakapenka · Irina Praszjancova | 4007  | Nagy-Britannia · Kate French · Joanna Muir · Francesca Summers | 3991  | Németország · Rebecca Langrehr · Janine Kohlmann · Annika Schleu | 3933  |
| Váltó       | Mexikó · Mariana Arceo · Mayan Oliver                                            | 1338  | Magyarország · Barta Luca · Réti Kamilla                       | 1329  | Dél-Korea · Csong Mina (Jeong Min-a) · Kim Undzsu (Kim Eun-ju)   | 1326  |

### Vegyes
| Versenyszám | Arany                                       | Arany | Ezüst                                            | Ezüst | Bronz                                                       | Bronz |
| ----------- | ------------------------------------------- | ----- | ------------------------------------------------ | ----- | ----------------------------------------------------------- | ----- |
| Váltó       | Egyiptom · Salma Abdelmaksoud · Eslam Hamad | 1463  | Franciaország · Élodie Clouvel · Valentin Belaud | 1454  | Fehéroroszország · Anasztaszija Prakapenka · Illja Palazkov | 1448  |

## Éremtáblázat
Magyarország eltérő háttérszínnel kiemelve.
|          | Nemzet           | Arany | Ezüst | Bronz | Összesen |
| 1.       | Fehéroroszország | 2     | 0     | 1     | 3        |
| 2.       | Dél-Korea        | 1     | 1     | 2     | 4        |
| 3.       | Franciaország    | 1     | 1     | 0     | 2        |
| 4.       | Németország      | 1     | 0     | 1     | 2        |
| 5.       | Mexikó           | 1     | 0     | 0     | 0        |
| 5.       | Egyiptom         | 1     | 0     | 0     | 1        |
| 7.       | Nagy-Britannia   | 0     | 2     | 2     | 4        |
| 8.       | Magyarország     | 0     | 2     | 0     | 2        |
| 9.       | Olaszország      | 0     | 1     | 0     | 1        |
| 10.      | Oroszország      | 0     | 0     | 1     | 1        |
| Összesen | Összesen         | 7     | 7     | 7     | 21       |